# Анновка (Анновский сельский совет)
Анновка (укр. Ганнівка) — село, относится к Тарутинскому району Одесской области Украины.
Население по переписи 2001 года составляло 653 человека. Почтовый индекс — 68511. Телефонный код — 4847. Занимает площадь 2,34 км². Код КОАТУУ — 5124782602.

## Местный совет
68531, Одесская обл., Тарутинский р-н, с. Анновка, ул. Центральная, 26